# 田家村
田家村（たいえむら）は、かつて富山県下新川郡にあった村。

## 沿革
- 1889年（明治22年）4月1日 - 町村制の施行により、下新川郡布施山開田家野村、布施山開別所村、布施山開柳沢村、布施山開吾妻野村、布施山開鏡野村、布施山開阿古屋野村、布施山開窪野村、山田村、神谷村、田家新村及び石田新町の区域をもって、下新川郡田家村が発足する。
- 1940年（昭和15年）2月11日 - 下新川郡三日市町、石田村、田家村、村椿村、大布施村、前沢村、荻生村及び若栗村が合併して、下新川郡桜井町が発足する。

## 歴代村長
出典→
1. 宮崎広八郎（1889年6月12日 - 1891年3月10日）
2. 浦城佐吉（1891年4月4日 - 1899年4月8日）
3. 宮崎吉二（1899年4月14日 - 1901年3月10日）
4. 神保嘉七郎（1901年5月6日 - 1904年12月12日）
5. 田村源之助（1904年12月28日 - 1921年7月8日）
6. 富居潜蔵（1921年8月15日 - 1925年8月14日）
7. 高野孫左ェ門（1925年9月4日 - 1929年10月16日）
8. 奥野平隆（1929年10月16日 - 1929年10月23日）
9. 田村久作（1929年10月23日 - 1933年10月22日）
10. 高野岩次（1933年10月23日 - 1937年10月22日）
11. 田村久作（1937年11月5日 - 1939年3月10日）